# Phragmipedium vittatum
Phragmipedium vittatum é uma espécie de orquídea terrestre, família Orchidaceae, que habita do centro oeste e sudeste do Brasil.